# وهيب بن الورد
وُهَيْبْ بنُ الورد بن أَبي الورد القرشي من العباد وأحد رواة الحديث النبوي من تابعي التابعين، توفي 153 هـ.

## سيرته
وُهَيب بن الوَرْد بن أبي الورد، مولى بني مخزوم، كان اسمه عبد الوهّاب فصُغّر فقيل وُهيب، وكان يسكن مكة، وكان من العبّاد، وكانت له أحاديث مواعظ، وزُهْد، وروى عنه عبد الله بن المبارك، وغيره. يُعد من تابعي التابعين حيث لقي تابعي روى عن عائشة بنت أبي بكر.
اشتهر بعبادته، يقول ابن إدريس: «ما رأيت أعبد منه»، وقال عبد الله بن المبارك: «قيل لوهيب يجد طعم العبادة من يعصي قال ولا من يهم بالمعصية»، وعن سفيان الثوري أنه قال: «قوموا إلى الطبيب -يعني وهيبًا-». وقيل إنه حلف أن لا يضحك حتى تعلمه الملائكة بمنزلته إذا احتضر.

## روايته للحديث النبوي
- حدّث عن: الْحَسَن بْن كَثِير صاحب عكرمة بْن خَالِد الْمَخْزُومِيّ، وحميد بن قيس الأعرج، وداود بْن شابور، وسفيان الثوري، وسلم بْن بشير بْن جحل البَصْرِيّ، وعطاء بن أبي رباح يقال: مُرْسلاً، وعطارد صاحب ابْن عُمَر، وعُمَر بْن مُحَمَّد بْن المنكدر، وعن مُحَمَّد بْن زهير عَن ابن عُمَر، وعن محمد بن عُثْمَان عَن الحسن البصري، وعَن أَبِي مَنْصُورٍ عَنْ أنس بن مالك، عَنْ رجل من أهل المدينة المنورة عن عائشة بنت أبي بكر.
- حدث عنه: أبو أحمد إدريس بْن مُحَمَّد الروذي، وبشر بن منصُور السليمي، والحسن بْن رشيد، وخالد بْن يَزِيد العُمَري، وزافر بْن سُلَيْمان، والسري بْن يَحْيَى، وعبد الله بْن عِيسَى، وعبد الله بن المبارك، وعبد الرزاق بن همام، وعبد المجيد بْن عَبْد الْعَزِيزِ بْن أَبي رواد، والفضيل بن عياض، ومحمد بْن عَبْد الوهاب القناد السُّكَّرِيّ، وأَبُو وهْب محمد بن مزاحم المروزي، ومحمد بن يَزِيد بْن خنيس المكي.
- منزلته في الجرح والتعديل: قال يحيى بن معين: «ثقة» وقال النسائي: «ليس به بأس»، وذكره ابن حبان في كتاب الثقات وَقَال: «كان من العباد المتجردين لترك الدنيا والمنافسين فِي طلب الآخرة». روى لَهُ مسلم، وأَبُو داود، والتِّرْمِذِيّ، والنَّسَائي. ووثقه الذهبي وابن حجر العسقلاني.[9]

## وصلات خارجية
- قصة وهيب بن الورد، موقع سفر الحوالي.